# Fidel Gudin
 (mai 2023).
 (mai 2023).
Pour les articles homonymes, voir Gudin.
Fidel Gudin, né le 6 août 1800 à Pau et mort le 2 mars 1874 dans la même ville, est un peintre français orientaliste.

## Biographie
Né le 6 août 1800, à Pau, Fidel Gudin est le cousin de Théodore Gudin.
Il fait ses débuts au Salon de Paris en 1824. Il peint principalement des scènes turques, dont de nombreux portraits remarquables.
Fidel Gudin meurt le 2 mars 1874 dans sa ville natale.